# 意大利城市快线航空
意大利城市快线航空（Alitalia CityLiner S.p.A.）是意大利航空的子公司，主要用支线飞机来营运短程客运班线，负责将乘客从意大利的一些小机场运送到意大利航空的枢纽机场——罗马-菲乌米奇诺机场。